# Puente de Tierra, San Luis Potosí
Puente de Tierra är en ort i Mexiko.   Den ligger i kommunen Villa de Reyes och delstaten San Luis Potosí, i den centrala delen av landet, 300 km nordväst om huvudstaden Mexico City. Puente de Tierra ligger 1 836 meter över havet och antalet invånare är 242.
Terrängen runt Puente de Tierra är platt åt sydost, men åt nordväst är den kuperad. Runt Puente de Tierra är det ganska glesbefolkat, med 38 invånare per kvadratkilometer. Närmaste större samhälle är Villa de Reyes, 5,6 km öster om Puente de Tierra. Trakten runt Puente de Tierra består till största delen av jordbruksmark.